# Crush Pinball
Crush Pinball är en serie flipperspel utvecklade av Compile och utgivna från 1988.

## Spel
| Titel               | Släppår |
| ------------------- | ------- |
| Alien Crush         | 1988    |
| Devil's Crush       | 1990    |
| Jaki Crush          | 1992    |
| Dragon's Revenge    | 1993    |
| Alien Crush Returns | 2008    |

### Fotnoter
1. ↑  ”Crush Pinball series” (på engelska). Mobygames. http://www.mobygames.com/game-group/crush-pinball-series. Läst 9 maj 2015.